# Balch Hotel

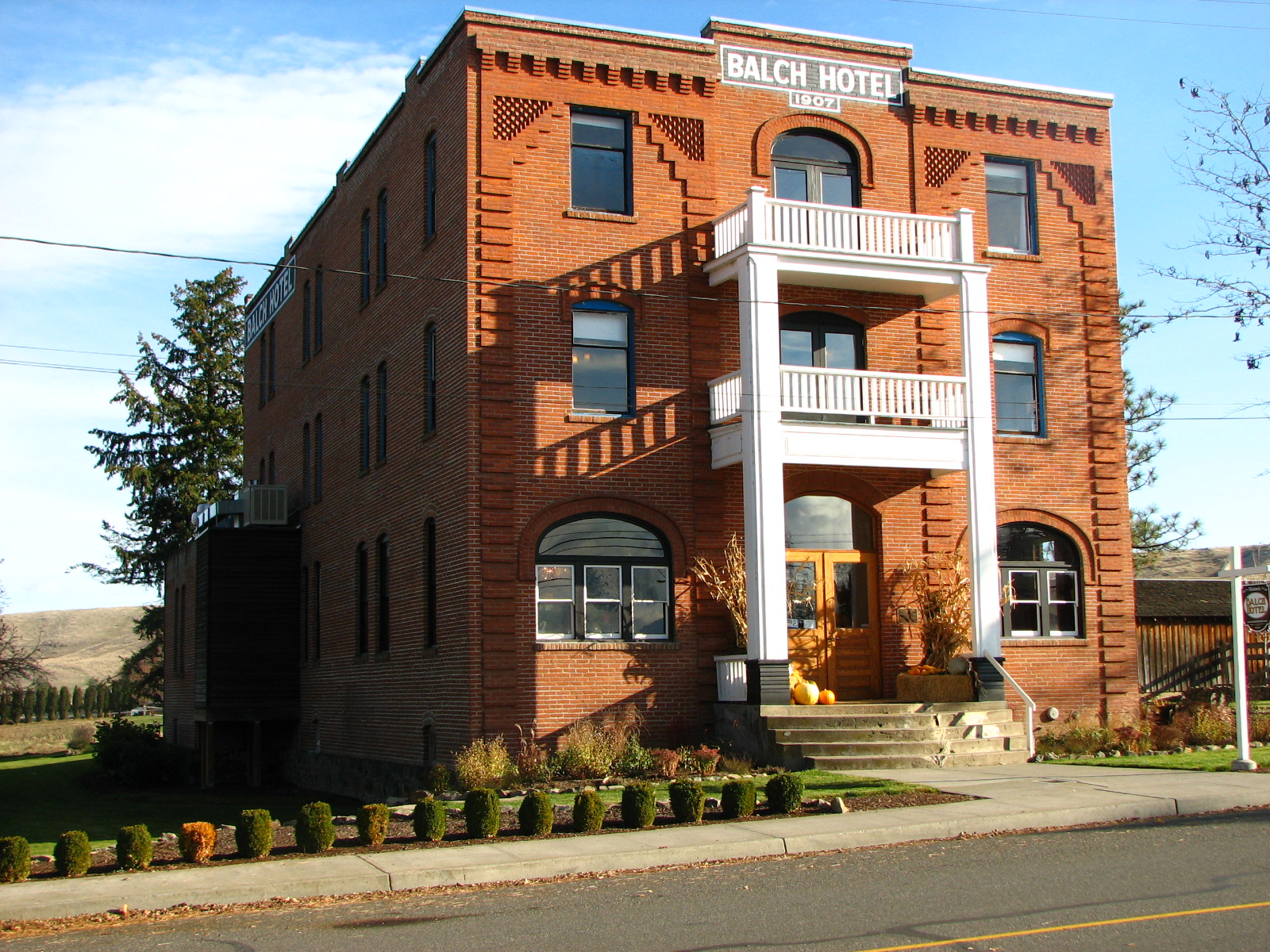
Ansicht des Hotels

Das Balch Hotel ist ein historisches Hotel in Dufur im US-Bundesstaat Oregon. Es wurde 1907 von dem ortsansässigen Landeigentümer und Geschäftsmann Charles Balch erbaut. Seitdem hat es mehrfach den Besitzer gewechselt, ist aber durchgängig in Betrieb gewesen. Wegen der Bedeutung des Gebäudes für die örtliche Geschichte wurde das Gebäude in das National Register of Historic Places eingetragen.

## Lage
Das Balch Hotel liegt an der South Heimrich Street im Süden von Dufur. Das Hotel liegt 24 km südlich von The Dalles und 158 km östlich von Portland. In der Umgebung sind eine Reihe von Freizeitmöglichkeiten vorhanden, etwa Golfen, Radfahren, Wandern, Angeln, Rafting oder der Besuch von Weinkellern; in der Wintersaison ist das Fahren mit Schneemobilen beliebt. Außerdem gibt es in der Umgebung mehrere kleine Museen.

## Beschreibung
Das Balch Hotel ist ein dreistöckiges Backsteinbauwerk im italienisch anmutenden Stil. Die beim Bau verwendeten Steine wurden in einer Ziegelei auf der Ranch von Charles Balch in der Nähe der Baustelle gefertigt. Die Ziegelwände sind 18 Zoll (rund 45 cm) dick, wodurch es während der heißen Sommermonate im Hotelinneren angenehm kühl bleibt. Die Hotelzimmer wurden zwischen 1988 und 2007 restauriert und modernisiert, die Hotelausstattung ist somit modern, obwohl die Atmosphäre eines Hotels zu Beginn des 20. Jahrhunderts erhalten blieb. Es gibt auf den Zimmern keine Telefone oder Fernseher, allerdings ist Wi-Fi-Zugang vorhanden. Der historische Charakter des Gebäudes wurde in vielen kleinen Details bewahrt; beispielsweise befinden sich auf den Gängen die ursprünglichen Feuerlöschschläuche und ein alter Elektrozähler hängt an seinem angestammten Platz im ersten Stock.
Das Hotel hat 19 Gästezimmer und eine Suite im zweiten Stock, die den Blick auf Mount Hood gewährt und mit einem Whirlpool ausgestattet ist. Jeder Raum ist individuell eingerichtet, die Möbel und Dekorationen entsprechen der Zeitperiode der Errichtung des Hotels. Auf der Südseite des Hotels haben die Gästezimmer eigene Badezimmer; an der Nordseite teilen sich die Räume gemeinsame Bäder, in denen die Badewannen noch auf Klauenfüßen stehen.

## Geschichte
Der erste Siedler nach dem Heimstättengesetz ließ sich in der Gegend um Dufur im Jahr 1852 nieder. Die ersten Aufzeichnungen der Ortschaft zeugen davon, dass Kirchenveranstaltungen 1862 begonnen haben. Die Stadt erhielt ihren Namen nach der Familie Dufur, die sich 1872 im Tal niederließ und zu erfolgreichen Ranchbesitzern wurde. Das Postamt Dufurs wurde 1878 gegründet, 1893 wurde der Ort als Stadt eingetragen.
Mit dem Wachstum der Stadt wurde auch der Bedarf an Hotelzimmern größer. Der ortsansässige Rancher und Apotheker Charles P. Balch beauftragte F. M. Andrews damit, ein Hotel zu planen. Es wurde 1907 erbaut und am 17. Januar 1908 eröffnet. Damals reichte der Zimmerpreis von 0,50 bis 1,25 US-Dollar pro Nacht. Das Hotel rühmte sich damit, dass alle Zimmer mit warmem Wasser, elektrischem Licht und Dampfheizung ausgestattet waren. Zu jener Zeit gab es nur zwei Einrichtungen im Dufur Valley, die über elektrischen Strom verfügten, das Hotel und die Sägemühle. Die beiden Einrichtungen teilten sich die begrenzte Stromversorgung. Das Sägewerk wurde während des Tages für zwölf Stunden mit Strom versorgt, in der übrigen Zeit des Tages erhielt das Hotel die vorhandene elektrische Energie. In den Anfangsjahren stiegen vor allem Handelsreisende, die mit der Great Southern Railroad ankamen, im Balch Hotel ab. Sie priesen dort ihre Waren an, sodass die Hotelhalle auch zu einem Gemeindetreffpunkt wurde.
Balch verkaufte das Hotel 1914 an Frank und Ethel Ingels, deren Familie das Hotel bis in die 1940er Jahre bewirtschaftete. Nachdem diese es verkaufte, wurde es in ein Apartmentgebäude mit gewerblicher Unterbringung umgewandelt. Später wurde es in ein privates Wohnheim umgewandelt und schließlich 1988 von Howard und Patricia Green erworben. Die Greens renovierten und modernisierten das Gebäude und eröffneten es wieder als Hotel. Die heutigen Besitzer Jeff and Samantha Irwin kauften es 2006. Heute ist das Balch Hotel ein kleines, aber gut ausgestattetes Touristenhotel.
Weil das Balch Hotel eine wichtige Rolle in der wirtschaftlichen Entwicklung Dufurs und seiner zentral im Wasco County gelegenen Region gespielt hat, wurde es am 8. September 1987 in das National Register of Historic Places aufgenommen. Das Gelände umfasst 10 Acre (rund 4 Hektar), auf dem das Hotel und drei weitere denkmalgeschützte Gebäude stehen.